# Diaporus augur
Diaporus augur är en mångfotingart som beskrevs av Filippo Silvestri 1897. Diaporus augur ingår i släktet Diaporus och familjen Spirostreptidae. Inga underarter finns listade i Catalogue of Life.